# Skate America de 2012
El Hilton Honors Skate America de 2012 fue una competición internacional de patinaje artístico sobre hielo de la temporada de 2012/13. Fue el primero de los seis eventos del Grand Prix de la temporada 2012/13, una serie de competiciones sénior solo accesibles mediante invitación.
En mayo del 2012, se anunció que el evento se celebraría en el ShoWare Center en Kent, Washington desde el 19 al 21 de octubre de 2012. Se premiaron la disciplinas masculina singular, femenina singular, parejas y danza sobre hielo. Los patinadores también ganaron puntos para clasificarse para la final del Grand Prix.

## Requisitos
Los patinadores con más de catorce años el 1 de julio de 2012 podían  participar en el Grand Prix de 2012. Además, los patinadores debían haber obtenido las siguientes puntuaciones (tres quintos de las máximas puntuaciones del Mundial de 2012):
| Disciplina        | Puntos Mínimos |
| Hombres           | 159.66         |
| Mujeres           | 113.43         |
| Parejas           | 120.90         |
| Danza sobre hielo | 109.59         |
| ----------------- | -------------- |

## Participantes
Los participantes de esta competición fueron:
| País            | Patinaje individual masculino                | Patinaje individual femenino              | Patinaje en parejas                                            | Danza sobre hielo                                                        |
| --------------- | -------------------------------------------- | ----------------------------------------- | -------------------------------------------------------------- | ------------------------------------------------------------------------ |
| Canadá          |                                              |                                           | Jessica Dubé / Sébastien Wolfe                                 | Kaitlyn Weaver / Andrew Poje                                             |
| China           |                                              |                                           | Pang Qing / Tong Jian                                          |                                                                          |
| República Checa | Michal Březina Tomáš Verner                  |                                           |                                                                |                                                                          |
| Francia         |                                              | Maé Bérénice Méité                        | Vanessa James / Morgan Ciprès                                  |                                                                          |
| Reino Unido     |                                              |                                           | Stacey Kemp / David King                                       |                                                                          |
| Alemania        |                                              | Sarah Hecken                              |                                                                | Nelli Zhiganshina / Alexander Gazsi                                      |
| Italia          |                                              | Valentina Marchei                         |                                                                | Lorenza Alessandrini / Simone Vaturi                                     |
| Japón           | Yuzuru Hanyu Takahiko Kozuka Tatsuki Machida | Haruka Imai                               |                                                                |                                                                          |
| Lituania        |                                              |                                           |                                                                | Isabella Tobias / Deividas Stagniūnas                                    |
| Rusia           | Konstantin Menshov                           | Aliona Leonova Adelina Sotnikova          | Tatiana Volosozhar / Maksim Trankov                            | Ekaterina Bobrova / Dmitri Soloviev                                      |
| Suecia          | Alexander Majorov                            | Viktoria Helgesson                        |                                                                |                                                                          |
| Estados Unidos  | Jeremy Abbott Douglas Razzano                | Rachael Flatt Christina Gao Ashley Wagner | Caydee Denney / John Coughlin Gretchen Donlan / Andrew Speroff | Meryl Davis / Charlie White Lynn Kriengkrairut / Logan Giulietti-Schmitt |

## Resultados

### Patinaje individual masculino
| Pos. | Nombre              | País            | Puntos | Programa corto | Programa corto | Programa libre | Programa libre |
| ---- | ------------------- | --------------- | ------ | -------------- | -------------- | -------------- | -------------- |
| 1    | Takahiko Kozuka     | Japón           | 251.44 | 2              | 85.32          | 1              | 166.12         |
| 2    | Yuzuru Hanyu        | Japón           | 243.74 | 1              | 95.07          | 3              | 148.67         |
| 3    | Tatsuki Machida     | Japón           | 229.95 | 4              | 75.78          | 2              | 154.17         |
| 4    | Konstantin Menshov  | Rusia           | 212.53 | 5              | 73.32          | 5              | 139.21         |
| 5    | Jeremy Abbott       | Estados Unidos  | 211.35 | 3              | 77.71          | 8              | 133.64         |
| 6    | Michal Březina      | República Checa | 209.67 | 6              | 69.26          | 4              | 140.41         |
| 7    | Armin Mahbanoozadeh | Estados Unidos  | 203.65 | 7              | 68.27          | 7              | 135.38         |
| 8    | Tomas Verner        | República Checa | 197.36 | 9              | 58.79          | 6              | 138.57         |
| 9    | Douglas Razzano     | Estados Unidos  | 187.83 | 10             | 57.06          | 9              | 130.67         |
| 10   | Alexander Majorov   | Suecia          | 182.42 | 8              | 60.48          | 10             | 121.94         |

### Patinaje individual femenino
| Pos. | Nombre             | País           | Puntos | Programa corto | Programa corto | Programa libre | Programa libre |
| ---- | ------------------ | -------------- | ------ | -------------- | -------------- | -------------- | -------------- |
| 1    | Ashley Wagner      | Estados Unidos | 188.37 | 1              | 60.61          | 1              | 127.76         |
| 2    | Christina Gao      | Estados Unidos | 174.25 | 3              | 56.63          | 2              | 117.62         |
| 3    | Adelina Sotnikova  | Rusia          | 168.96 | 2              | 58.93          | 3              | 110.03         |
| 4    | Valentina Marchei  | Italia         | 158.79 | 5              | 54.01          | 6              | 104.78         |
| 5    | Haruka Imai        | Japón          | 157.72 | 7              | 49.90          | 4              | 107.82         |
| 6    | Maé Bérénice Méité | Francia        | 155.95 | 4              | 54.41          | 7              | 101.54         |
| 7    | Aliona Leonova     | Rusia          | 153.49 | 9              | 46.72          | 5              | 106.77         |
| 8    | Viktoria Helgesson | Suecia         | 144.85 | 6              | 50.29          | 8              | 94.56          |
| 9    | Rachael Flatt      | Estados Unidos | 136.09 | 10             | 43.72          | 9              | 92.37          |
| 10   | Sarah Hecken       | Alemania       | 134.09 | 8              | 48.11          | 10             | 85.98          |

### Parejas
| Pos. | Nombre                                    | País           | Puntos | Programa corto | Programa corto | Programa libre | Programa libre |
| ---- | ----------------------------------------- | -------------- | ------ | -------------- | -------------- | -------------- | -------------- |
| 1    | Tatiana Volosozhar / Maksim Trankov       | Rusia          | 195.07 | 1              | 65.78          | 1              | 129.29         |
| 2    | Pang Qing / Tong Jian                     | China          | 185.16 | 2              | 61.96          | 2              | 123.20         |
| 3    | Caydee Denney / John Coughlin             | Estados Unidos | 177.43 | 3              | 60.75          | 3              | 117.47         |
| 4    | Vanessa James / Morgan Ciprès             | Francia        | 167.66 | 4              | 55.76          | 4              | 111.90         |
| 5    | Marissa Castelli / Simon Shnapir          | Estados Unidos | 164.19 | 5              | 55.67          | 5              | 108.52         |
| 6    | Gretchen Donlan / Andrew Speroff          | Estados Unidos | 131.26 | 7              | 40.54          | 6              | 90.72          |
| 7    | Danielle Montalbano / Evgeni Krasnopolski | Israel         | 119.02 | 6              | 40.66          | 7              | 78.36          |

### Danza sobre hielo
| Pos. | Nombre                                       | País           | Puntos | Danza corta | Danza corta | Danza libre | Danza libre |
| ---- | -------------------------------------------- | -------------- | ------ | ----------- | ----------- | ----------- | ----------- |
| 1    | Meryl Davis / Charlie White                  | Estados Unidos | 176.28 | 1           | 71.39       | 1           | 104.89      |
| 2    | Yekaterina Bobrova / Dmitri Soloviev         | Rusia          | 159.95 | 3           | 62.91       | 2           | 97.04       |
| 3    | Kaitlyn Weaver / Andrew Poje                 | Canadá         | 157.32 | 2           | 65.79       | 3           | 91.53       |
| 4    | Lynn Kriengkrairut / Logan Giulietti-Schmitt | Estados Unidos | 141.41 | 4           | 53.89       | 4           | 87.52       |
| 5    | Nelli Zhiganshina / Alexander Gazsi          | Alemania       | 132.57 | 5           | 52.30       | 5           | 80.27       |
| 6    | Lorenza Alessandrini / Simone Vaturi         | Italia         | 125.74 | 6           | 50.36       | 6           | 75.38       |
| 7    | Anastasia Cannuscio / Colin McManus          | Estados Unidos | 122.37 | 7           | 47.98       | 7           | 74.39       |

## Premios y puntos
En los eventos del Grand Prix, los cinco primeros clasificados obtendrán un premio en metálico, y los ocho primeros, puntos de cara a la final del Grand Prix. Estos premios y puntos son los siguientes:
| Posición                                          | Recompensa | Puntos |
| ------------------------------------------------- | ---------- | ------ |
| 1.º                                               | 18 000 USD | 15     |
| 2.º                                               | 13 000 USD | 13     |
| 3.º                                               | 9 000 USD  | 11     |
| 4.º                                               | 3 000 USD  | 9      |
| 5.º                                               | 2 000 USD  | 7      |
| 6.º                                               |            | 5      |
| 7.º                                               |            | 4*     |
| 8.º                                               |            | 3*     |
| * = No aplicable a parejas y a danza sobre hielo. |            |        |